# Пекляни
Пѐкляни (на македонска литературна норма: Пекљани) е село в Община Виница, в източната част на Северна Македония.

## География
Селото е разположено югоизточно от град Виница.

## История
В XIX век Пекляни е едно от смесените българо-турски села в Кочанска кааза на Османската империя. Според статистиката на Васил Кънчов („Македония. Етнография и статистика“) от 1900 г. Пекляни е има 500 жители, от които 275 българи християни и 225 турци.
Всички българи в селото са под върховенството на Българската екзархия. По данни на секретаря на екзархията Димитър Мишев („La Macédoine et sa Population Chrétienne“) в 1905 година в Пекяни (Pekiyani) има 240 българи екзархисти и в селото работи българско училище.
При избухването на Балканската война в 1912 година 2 души от Пекляни са доброволци в Македоно-одринското опълчение.
След Междусъюзническата война в 1913 година селото попада в Сърбия.
Според Димитър Гаджанов в 1916 година в Пекляни живеят 220 турци и 240 българи.
В 1923 година при Пекляни чета на ВМРО води сражение със сръбска войска.
Църквата „Света Богородица“ е изградена в 1913 година. Иконите са от 1930 година, дело на неизвестен зограф. Осветена е в 1974 година от Наум Злетовско-Струмишки.

## Личности
Родени в Пекляни
- Теодоси, български революционер, деец на ВМРО[7]